# Relations entre l'Australie et le Brésil
Les relations entre l'Australie et le Brésil sont les relations extérieures entre le commonwealth d'Australie et la république fédérative du Brésil.

## Histoire
Les relations diplomatiques entre l'Australie et le Brésil ont été établies en 1945. Les deux pays sont membres du Groupe de Cairns, du G20 et des Nations Unies. L'Australie a une ambassade à Brasilia et un consulat général à São Paulo.
Le Brésil dispose d'une ambassade à Canberra et d'un consulat général à Sydney.